# غوستافو هيريرا (لاعب كرة قدم)
غوستافو إلوي هيريرا بريسكوت (بالإسبانية: Gustavo Eloy Herrera Prescot) (مواليد 18 نوفمبر 2005) هو لاعب كرة قدم بنمي يلعب حالياً لصالح نادي سبورتينغ سان ميغيليتو الذي ينافس في دوري بنما لكرة القدم.

## وصلات خارجية
- Gustavo Herrera على موقع قاعدة بيانات كرة القدم.إي يو (الإنجليزية)
- Gustavo Herrera على موقع ناشيونال فوتبول تيمز (الإنجليزية)
- Gustavo Herrera على موقع Soccerbase.com (لاعب) (الإنجليزية)
- Gustavo Herrera على موقع Soccerway.com (الإنجليزية)
- Gustavo Herrera على موقع عالم كرة القدم.نت (الإنجليزية)